# Schwarzwaldmädel (1920)
Schwarzwaldmädel ist die Stummfilm-Verfilmung der gleichnamigen Operette von August Neidhart und Leon Jessel aus dem Jahr 1917, die Arthur Wellin drei Jahre nach deren Uraufführung für die Luna-Film GmbH in Berlin realisierte. Das Drehbuch verfasste Robert Heymann nach dem Libretto von August Neidhart. In der Titelrolle ist Uschi Elleot, die Schwester von Carola Toelle, zu sehen. Den Domkapellmeister spielt Gustav Charlé, der Direktor der Komischen Oper Berlin, wo Jessels Operette am 25. August 1917  uraufgeführt worden war. Den Berliner Touristen Schmußheim verkörpert der durch seine „Krause“-Serie bekannte Komiker Karl Neisser.

## Handlung
Blasius Römer, ein alter Domkapellmeister, verliebt sich noch einmal ebenso heimlich wie vergebens in seine junge Magd Bärbele. Diese hat sich nämlich in den jungen Hans verguckt, hinter dem aber auch die mannstolle Malwine von Hagenau her ist. Am Tag des Cäcilienfestes, das mit Musik und Tanz begangen wird, taucht außer Malwine, die ihrem Hans nachgereist ist, auch noch Schmußheim auf, ein Tourist aus Berlin, der allen mit seiner großen Klappe auf die Nerven geht. Malwine tröstet sich, als sie bemerkt, dass  Bärbele und Hans sich einig sind, mit dessen Freund Richard. Hans und Bärbele ziehen in die Stadt, Blasius Römer aber bleibt allein zurück und findet Trost in seiner Kirchenmusik.

## Produktion

### Produktionsnotizen, Hintergrund
Vorlage für den Film Schwarzwaldmädel war die gleichnamige Operette in drei Akten von August Neidhardt mit der Musik von Leon Jessel, die inzwischen „zu den Standards der Operettenliteratur zählt und mit ihrer Dramaturgie zwischen den ‚Heimatoperetten‘ in der Nachfolge des ‚Vogelhändlers‘ und den Berliner Operetten der 20er und 30er Jahre steht. Mit dem Berliner Geschäftsmann Schmußheim tritt hier erstmals eine Figur auf, die als Vorlage des Fabrikanten Giesecke im Weißen Rössl angesehen werden kann“.
Die Verfilmung aus dem Jahr 1920 war die erste, eine weitere Verfilmung als Stummfilm gab es 1929 von Victor Janson. Die erste Tonfilmversion drehte 1933 Georg Zoch. Von Hans Deppe stammt die wohl bekannteste Fassung, die 1950 als Farbfilm mit Sonja Ziemann und Rudolf Prack entstand.
Die Produktion der Berliner Luna-Film GmbH unterlag noch im selben Jahr der eben wieder eingeführten Reichsfilmzensur. Der Film lag am 30. Juni 1920 der Prüfstelle vor und wurde unter der Zensurnummer 00018 mit Jugendverbot belegt.
Die in Nürnberg geborene deutsche Architektin und Kostümbildnerin Else Oppler-Legband schuf das Bühnenbild. Außenaufnahmen wurden im Schwarzwald gedreht. Ernst Plhak besorgte die Photographie.
Regisseur Wellin, der bereits 1917 Leo Falls Rose von Stambul mit Fritzi Massary in der Titelrolle verfilmt hatte, lieferte seine nächste Operettenverfilmung, Die leichte Isabell nach Robert Gilbert, erst 1927 ab.

### Veröffentlichung
Schwarzwaldmädel wurde am 22. Juli 1920 in den Richard-Oswald-Lichtspielen in Berlin uraufgeführt.